# Paine Field
Paine Field, também conhecido como Snohomish County Airport (IATA: PAE, ICAO: KPAE, FAA LID: PAE) é um aeroporto publico localizado no condado de Snohomish, entre Mukilteo e Everett. É servido por uma torre de controlo da Federal Aviation Administration, e tem instrumentos de precisão e de não-precisão disponíveis para os pilotos.
Este aeroporto tem três pistas: 16R-34L, 16L-34R e 11-29. 16R-34L tem 2.700 metros de comprimento, e é recomendável à maior parte das aeronaves, tendo frequentemente um forte tráfego aéreo. Este troço está em muito boas condições. A 16L-34R tem 910 metros de comprimento e é recomendável apenas a pequenas aeronaves. O seu pavimento está em condições razoáveis. A pista 11-29 encontra-se encerrada excepto para as aeronaves poderem mover-se e estacionar, em que a Boeing está actualmente a fazer uso desta pista desactivada para estacionar diversos 787 parcialmente terminados.